# Einar Nylander
Erik Einar Nylander, född 1 maj 1893 i Rasbo församling i Uppsala län, död 13 november 1957 i Sollentuna församling i Stockholms län, var en svensk ämbetsman.

## Biografi
Nylander avlade juris kandidat-examen 1922 och gjorde tingstjänstgöring 1923–1926. Han var byråsekreterare vid Arméförvaltningen 1937–1939 och ombudsman där 1940–1943. År 1944 anställdes han som byrådirektör vid Försvarets sjukvårdsstyrelse och 1944–1949 var han advokatfiskal vid Försvarets civilförvaltning. Han var byråchef vid Krigsmaterielverket 1949–1955, varefter han från 1955 till sin död var krigsråd och chef för Administrativa byrån vid Arméintendenturförvaltningen. Från 1949 var han också lärare i rättskunskap vid Kungliga Krigshögskolan.

## Utmärkelser
- Riddare av Nordstjärneorden, 1950.[4]